# Corennys sanguinea
Corennys sanguinea là một loài bọ cánh cứng trong họ Cerambycidae.